# Љешница (Бијело Поље)
Љешница је градско насеље у општини Бијело Поље у Црној Гори. Према попису из 2003. било је 1270 становника (према попису из 1991. било је 1105 становника).

## Демографија
У насељу Љешница живи 890 пунолетних становника, а просечна старост становништва износи 32,4 година (31,8 код мушкараца и 33,1 код жена). У насељу има 341 домаћинство, а просечан број чланова по домаћинству је 3,72. Љесница је по броју становника пето насеље у опптини Бијело Поље са 1270 становника. Становништво у овом насељу веома је хетерогено.
|  |

| Демографија | Демографија | Демографија |
| Година      | Становника  | Становника  |
| ----------- | ----------- | ----------- |
|             |             |             |
|             |             |             |
|             |             |             |
|             |             |             |
| 1948.       | 537         |             |
| 1953.       | 596         |             |
| 1961.       | 762         |             |
| 1971.       | 991         |             |
| 1981.       | 1.170       |             |
| 1991.       | 1.105       | 1.090       |
| 2003.       | 1.337       | 1.270       |
|             |             |             |
|             |             |             |

| Етнички састав према попису из 2003.‍ | Етнички састав према попису из 2003.‍ | Етнички састав према попису из 2003.‍ | Етнички састав према попису из 2003.‍ | Етнички састав према попису из 2003.‍ |
| ------------------------------------ | ------------------------------------ | ------------------------------------ | ------------------------------------ | ------------------------------------ |
|                                      |                                      |                                      |                                      |                                      |
| Срби                                 | Срби                                 |                                      | 771                                  | 60,70%                               |
| Црногорци                            | Црногорци                            |                                      | 325                                  | 25,59%                               |
| Муслимани                            | Муслимани                            |                                      | 104                                  | 8,18%                                |
| Бошњаци                              | Бошњаци                              |                                      | 35                                   | 2,75%                                |
| Југословени                          | Југословени                          |                                      | 2                                    | 0,15%                                |
| Немци                                | Немци                                |                                      | 1                                    | 0,07%                                |
| непознато                            | непознато                            |                                      | 7                                    | 0,55%                                |

| \| \| м \| \| \| ж \| \| ? \| 8 \| \| \| 13 \| \| 80+ \| 4 \| \| \| 6 \| \| 75—79 \| 5 \| \| \| 13 \| \| 70—74 \| 12 \| \| \| 22 \| \| 65—69 \| 21 \| \| \| 20 \| \| 60—64 \| 32 \| \| \| 25 \| \| 55—59 \| 19 \| \| \| 20 \| \| 50—54 \| 35 \| \| \| 46 \| \| 45—49 \| 35 \| \| \| 41 \| \| 40—44 \| 50 \| \| \| 33 \| \| 35—39 \| 50 \| \| \| 41 \| \| 30—34 \| 44 \| \| \| 42 \| \| 25—29 \| 63 \| \| \| 45 \| \| 20—24 \| 68 \| \| \| 39 \| \| 15—19 \| 44 \| \| \| 53 \| \| 10—14 \| 67 \| \| \| 61 \| \| 5—9 \| 43 \| \| \| 50 \| \| 0—4 \| 46 \| \| \| 54 \| \| Просек : \| 42 \| \| \| 20 \| |    |  |  |    |
| |    |  |  |    |
| | м  |  |  | ж  |
| ? | 8  |  |  | 13 |
| 80+ | 4  |  |  | 6  |
| 75—79 | 5  |  |  | 13 |
| 70—74 | 12 |  |  | 22 |
| 65—69 | 21 |  |  | 20 |
| 60—64 | 32 |  |  | 25 |
| 55—59 | 19 |  |  | 20 |
| 50—54 | 35 |  |  | 46 |
| 45—49 | 35 |  |  | 41 |
| 40—44 | 50 |  |  | 33 |
| 35—39 | 50 |  |  | 41 |
| 30—34 | 44 |  |  | 42 |
| 25—29 | 63 |  |  | 45 |
| 20—24 | 68 |  |  | 39 |
| 15—19 | 44 |  |  | 53 |
| 10—14 | 67 |  |  | 61 |
| 5—9 | 43 |  |  | 50 |
| 0—4 | 46 |  |  | 54 |
| Просек : | 42 |  |  | 20 |

| Број домаћинстава према пописима из периода 1948—2003. | Број домаћинстава према пописима из периода 1948—2003. | Број домаћинстава према пописима из периода 1948—2003. | Број домаћинстава према пописима из периода 1948—2003. | Број домаћинстава према пописима из периода 1948—2003. | Број домаћинстава према пописима из периода 1948—2003. | Број домаћинстава према пописима из периода 1948—2003. | Број домаћинстава према пописима из периода 1948—2003. |
| Година пописа                                          | 1948.                                                  | 1953.                                                  | 1961.                                                  | 1971.                                                  | 1981.                                                  | 1991.                                                  | 2003.                                                  |
| ------------------------------------------------------ | ------------------------------------------------------ | ------------------------------------------------------ | ------------------------------------------------------ | ------------------------------------------------------ | ------------------------------------------------------ | ------------------------------------------------------ | ------------------------------------------------------ |
| Број домаћинстава                                      | 110                                                    | 118                                                    | 159                                                    | 191                                                    | 232                                                    | 265                                                    | 350                                                    |

| Број домаћинстава по броју чланова према попису из 2003. | Број домаћинстава по броју чланова према попису из 2003. | Број домаћинстава по броју чланова према попису из 2003. | Број домаћинстава по броју чланова према попису из 2003. | Број домаћинстава по броју чланова према попису из 2003. | Број домаћинстава по броју чланова према попису из 2003. | Број домаћинстава по броју чланова према попису из 2003. | Број домаћинстава по броју чланова према попису из 2003. | Број домаћинстава по броју чланова према попису из 2003. | Број домаћинстава по броју чланова према попису из 2003. | Број домаћинстава по броју чланова према попису из 2003. | Број домаћинстава по броју чланова према попису из 2003. |
| Број чланова                                             | 1                                                        | 2                                                        | 3                                                        | 4                                                        | 5                                                        | 6                                                        | 7                                                        | 8                                                        | 9                                                        | 10 и више                                                | Просек                                                   |
| -------------------------------------------------------- | -------------------------------------------------------- | -------------------------------------------------------- | -------------------------------------------------------- | -------------------------------------------------------- | -------------------------------------------------------- | -------------------------------------------------------- | -------------------------------------------------------- | -------------------------------------------------------- | -------------------------------------------------------- | -------------------------------------------------------- | -------------------------------------------------------- |
| Број домаћинстава                                        | 341                                                      | 41                                                       | 61                                                       | 57                                                       | 67                                                       | 51                                                       | 40                                                       | 20                                                       | 3                                                        | 1                                                        | 0                                                        |

| Пол    | Укупно | Неожењен/Неудата | Ожењен/Удата | Удовац/Удовица | Разведен/Разведена | Непознато |
| ------ | ------ | ---------------- | ------------ | -------------- | ------------------ | --------- |
| Мушки  | 490    | 172              | 277          | 12             | 4                  | 25        |
| Женски | 459    | 97               | 293          | 42             | 11                 | 16        |
| УКУПНО | 949    | 269              | 570          | 54             | 15                 | 41        |

| Пол    | Укупно                    | Пољопривреда, лов и шумарство | Рибарство                            | Вађење руде и камена | Прерађивачка индустрија       |
| ------ | ------------------------- | ----------------------------- | ------------------------------------ | -------------------- | ----------------------------- |
| Мушки  | 201                       | 27                            | 0                                    | 0                    | 40                            |
| Женски | 98                        | 5                             | 0                                    | 0                    | 26                            |
| Укупно | 299                       | 32                            | 0                                    | 0                    | 66                            |
|        |                           |                               |                                      |                      |                               |
| Пол    | Производња и снабдевање   | Грађевинарство                | Трговина                             | Хотели и ресторани   | Саобраћај, складиштење и везе |
| Мушки  | 7                         | 11                            | 18                                   | 3                    | 16                            |
| Женски | 0                         | 1                             | 16                                   | 5                    | 2                             |
| Укупно | 7                         | 12                            | 34                                   | 8                    | 18                            |
|        |                           |                               |                                      |                      |                               |
| Пол    | Финансијско посредовање   | Некретнине                    | Државна управа и одбрана             | Образовање           | Здравствени и социјални рад   |
| Мушки  | 0                         | 5                             | 36                                   | 13                   | 5                             |
| Женски | 0                         | 2                             | 10                                   | 8                    | 9                             |
| Укупно | 0                         | 7                             | 46                                   | 21                   | 14                            |
|        |                           |                               |                                      |                      |                               |
| Пол    | Остале услужне активности | Приватна домаћинства          | Екстериторијалне организације и тела | Непознато            | Непознато                     |
| Мушки  | 7                         | 0                             | 0                                    | 13                   | 13                            |
| Женски | 1                         | 0                             | 0                                    | 13                   | 13                            |
| Укупно | 8                         | 0                             | 0                                    | 26                   | 26                            |